# Герасименко, Александр Викторович
Александр Викторович Герасименко (14 июня 1968, Стародеревянковская, Краснодарский край) — глава муниципального округа Каневской район Краснодарского края с 2010 года. Секретарь Каневского местного отделения партии «Единая Россия».

## Биография
Родился 14 июня 1968 года в станице Стародеревянковской. После возвращения из армии поступил в Кубанский государственный аграрный университет, который окончил в 1993 году, получив специальность «инженер-мелиоратор». Трудовую деятельность начинал экспедитором в ЗАО «Россия», затем в течение 8 лет руководил полеводческой бригадой этого хозяйства. В 2003-04 годах — директор МУП «Новый рынок».
В 2004 году избрался депутатом районного совета от станицы Стародеревянковской. В 2006 и 2009 годах избирался главой Стародеревянковского сельского поселения.
Женат, двое сыновей.

## Награды
- Медаль «За выдающийся вклад в развитие Кубани» I степени (2018)